# 효천초등학교 (광주)
효천초등학교는 대한민국 광주광역시 남구에 있는 초등학교다.

## 학교 연혁
- 2014.03.01 제1대 양승희 교장선생님 부임
- 2014.05.01 효천초등학교 개교
- 2014.05.01 9학급 편성(유치원 2학급)
- 2014.09.01 12학급 편성(유치원 2학급)
- 2015.03.01 23학급 편성(특수 1, 유치원 2)
- 2015.09.01 28학급 편성(특수 1, 유치원 2)